# Priscula venezuelana
Priscula venezuelana là một loài nhện trong họ Pholcidae. Loài này được phát hiện ở Venezuela.